# 捷西斯·費蘭迪斯
捷西斯·費蘭迪斯（西班牙語：Jesús Fernández Collado，1988年6月1日—），出生於西班牙馬德里，是一名西班牙足球運動員，司職門將；現正效力西乙球隊利安尼沙。

## 生涯
捷西斯出生於西班牙首都馬德里，並曾效力過數間的青年球隊。2007年，他加盟，並在預備隊兩年。2009年，他升上一隊，並成為球隊的三號門將。翌年夏季，他轉會至皇家馬德里，並在其預備隊中上陣。2011年，他晉升到一隊，在該賽季最後一場對的西甲聯賽中，他後備上場，這是他於皇家馬德里的正式比賽中的首次上陣。
北京时间8月4日晚，皇马官方宣布球队三号门将赫苏斯-费尔南德斯离队，26岁的西班牙门将将加盟西甲莱万特队并签约两年，且球员拥有续约选项。